# ويلسون جونيور
ويلسون جونيور (بالبرتغالية: Wilson Raimundo Junior‏) هو لاعب كرة قدم برازيلي في مركز حراسة المرمى، ولد في 27 أكتوبر 1976 في ساو برناردو دو كامبو في البرازيل. لعب مع بوتافوغو ريغاتاس وبورتوغيزا سانتيستا وفيرو كاريل أويستي ونادي اتلتيكو سوروكابا ونادي بوا إيسبورت ونادي بوتافوغو اس بي ونادي ريو برانكو ونادي ساو بيرناردو ونادي سيارا ونادي كشله ونادي كورينثيانز ونافال.

## وصلات خارجية
- ويلسون جونيور على موقع قاعدة بيانات كرة القدم.إي يو (الإنجليزية)
- ويلسون جونيور على موقع Soccerway.com (الإنجليزية)